# 大眾銀行（香港）
大眾銀行（香港）有限公司（Public Bank (Hong Kong) Limited）是香港持牌銀行，馬來西亞大眾金融控股集團成員。

## 歷史

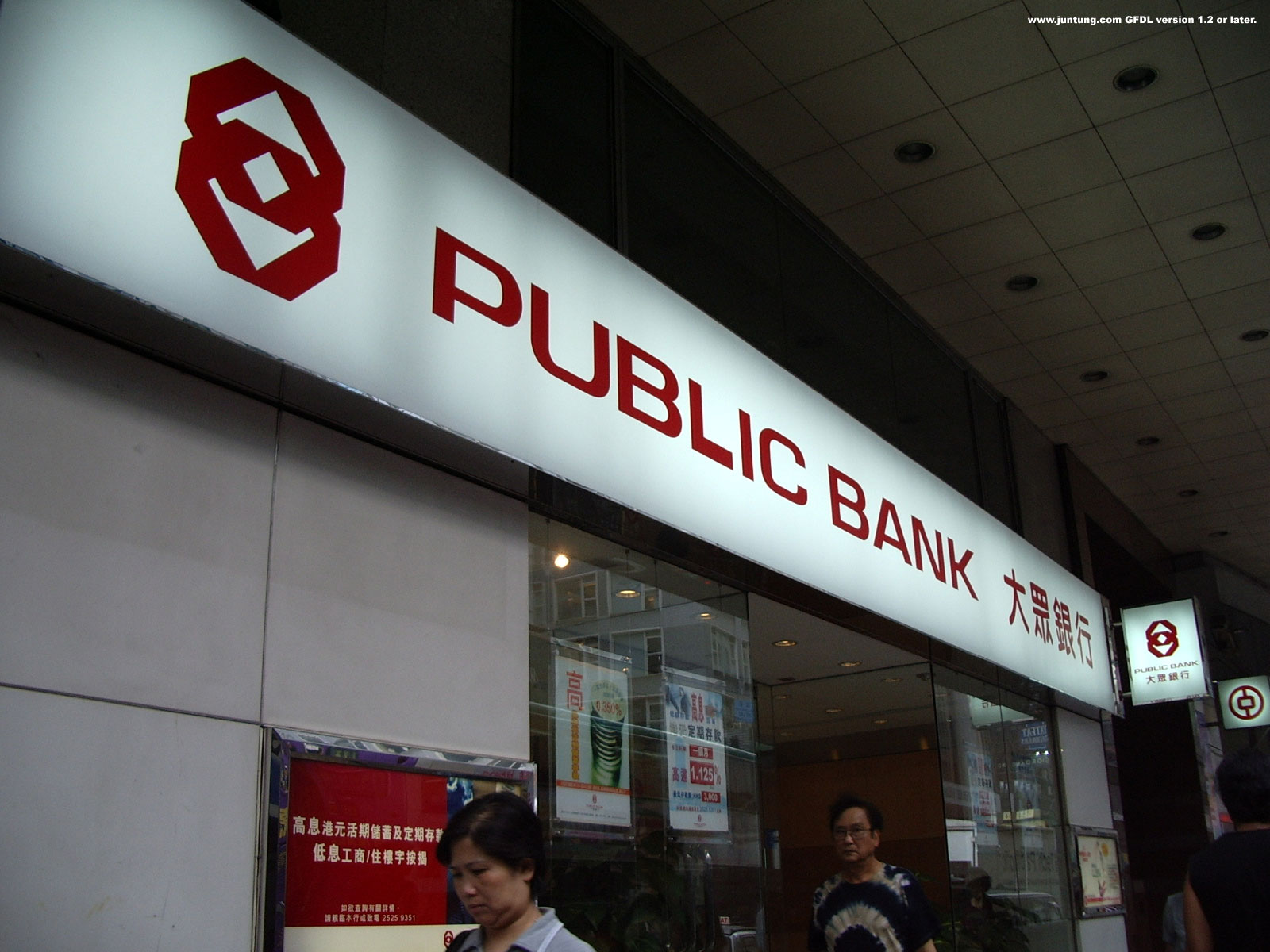
原大眾銀行香港分行

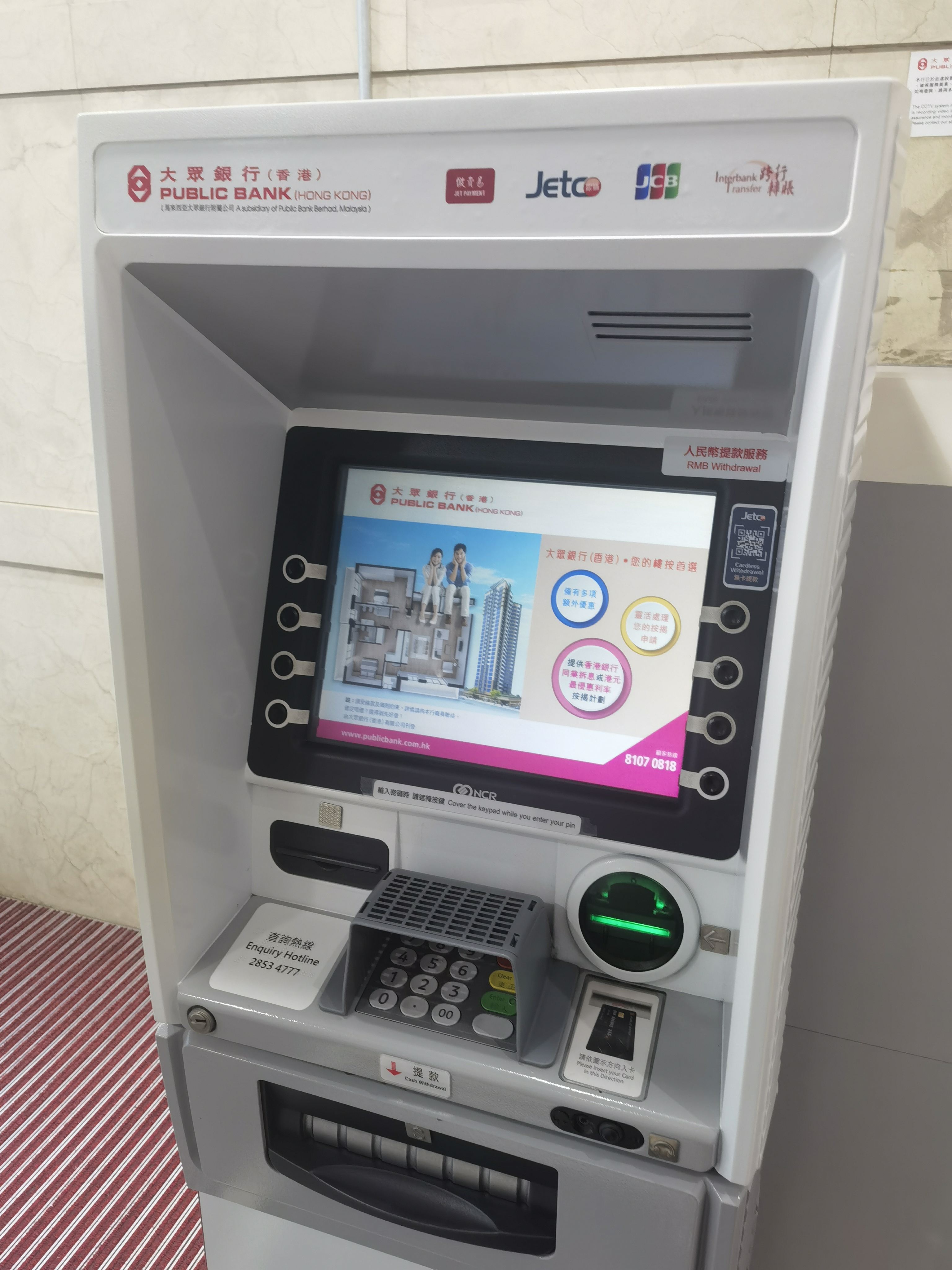
大眾銀行（香港）ATM

大眾銀行（香港）前身是由泰國盤谷銀行創辦人陳弼臣於1946年入股的「香港汕頭商業銀行」，1965年改名為香港商業銀行。1990年與亞洲保險組成亞洲金融集團，並於同年在香港聯合交易所上市，1995年再改名為亞洲商業銀行。
2006年5月30日，大眾金融集團完成收購亞洲商業銀行的股權，並於2006年6月30日連同原來大眾銀行於香港之分行一起改名為大眾銀行（香港）。

## 業務
商业银行及零售银行

## 營業點
- 大眾銀行總行：香港德輔道中120號大眾銀行中心

## 外部連結
- 官方网站
- 维基共享资源上的相關多媒體資源：大眾銀行（香港）